# Gran Premio di Francia 2019
Il Gran Premio di Francia 2019 è stata l'ottava prova della stagione 2019 del campionato mondiale di Formula 1. La gara, disputata domenica 23 giugno sul circuito Paul Ricard di Le Castellet, è stata vinta dal britannico Lewis Hamilton su Mercedes, al settantanovesimo successo nel mondiale; Hamilton ha preceduto all'arrivo il suo compagno di squadra, in finlandese Valtteri Bottas e il monegasco Charles Leclerc su Ferrari.

## Vigilia

### Sviluppi futuri
Viene posticipata al 31 ottobre 2019 la data limite per la modifica dei regolamenti tecnici, a partire dalla stagione 2021, inizialmente prevista per il 30 giugno. La decisione è ufficializzata in una riunione del Consiglio Mondiale della FIA, tenutosi a Parigi il 13 giugno.

### Aspetti tecnici
Per questa gara la Pirelli, fornitrice unica degli pneumatici, mette a disposizione le mescole C2, C3 e C4.
La Federazione Internazionale dell'Automobile indica due zone sul tracciato, ove i piloti potranno utilizzare il Drag Reduction System: la prima tra le curve 7 e 8, con punto di determinazione del distacco fra i piloti posto prima della curva 7; la seconda sul rettifilo dei box, con il detection point posizionato alla curva 14 (Lac).
La FIA riduce la possibilità per i piloti di utilizzare liberamente le ampie vie di fuga della pista. Sulle prime due curve sono posizionati dei paletti fosforescenti e dei cartelli rossi e bianchi. Per le curve 3 e 5 la FIA ha rimodellato la vie di fuga e stabilito il percorso che il pilota dovrà seguire per rientrare in pista.
Viene modificato l'ingresso della pit lane dopo i problemi di sicurezza del 2018. L'ingresso è stato rivisto e parte dalla curva 14 con i piloti che adesso possono imboccare una corsia più sicura. È stata anche ridisegnata l'uscita dalla pit lane, con l'allargamento della corsia d'immissione verso la curva 1.
La Honda porta la seconda evoluzione stagionale della sua power unit. Ne beneficiano i due piloti della Red Bull Racing e Daniil Kvjat della Scuderia Toro Rosso. Kvjat prenderà il via dal fondo della griglia di partenza, in quanto usa nuove componenti della power unit.
La Renault monta sulla vettura di Daniel Ricciardo la terza power unit stagionale, che vede l'esordio della seconda specifica di stagione.

### Aspetti sportivi
Kimi Räikkönen disputa il suo trecentesimo Gran Premio nel mondiale di Formula 1. Iceman, che non ha partecipato ai Gran Premi di Stati Uniti 2005 e Malesia 2017 in cui, pur qualificato, non ha preso parte alla gara, è il quinto pilota a raggiungere questo traguardo dopo Rubens Barrichello, Fernando Alonso, Michael Schumacher e Jenson Button.
Come annunciato, la Ferrari ha formalizzato la richiesta di revisione della decisione dei giudici di gara del Gran Premio del Canada che, penalizzando Sebastian Vettel di 5 secondi sul tempo totale per una manovra giudicata pericolosa, l'ha privato della vittoria. La decisione dei giudici era stata fortemente criticata anche da molti addetti ai lavori. I commissari hanno poi respinto la richiesta di revisione della decisione, giudicando come non significative le nuove prove portate per il caso.
L'ex pilota di Formula 1 Yannick Dalmas è nominato quale commissario aggiunto per la gara. Ha già svolto in passato tale funzione, l'ultima nell'edizione precedente del gran premio.
Nicholas Latifi ha preso il posto di George Russell alla Williams, nel corso della prima sessione di prove libere.

## Prove

### Resoconto
La pista si presenta, nelle prime prove libere del venerdì, molto scivolosa. I piloti, che scontano anche problemi di graining, effettuano molti testacoda. Il più veloce è Lewis Hamilton, che precede di pochi millesimi l'altro pilota della Mercedes, Valtteri Bottas; i due sono anche gli unici a scendere sotto il muro del minuto e trentatre secondi. Il tempo di Hamilton è di mezzo secondo più lento di quello migliore della prima sessione dell'edizione 2018.
Al terzo posto si è posizionato Charles Leclerc, mentre l'altro ferrarista Sebastian Vettel ha chiuso con il quinto tempo. Sulla vettura di quest'ultimo la scuderia italiana ha provato diverse novità, che hanno coinvolto ala anteriore, brake duct e fondo vettura. La Ferrari ha effettuato diverse prove di aerodinamica, con l'utilizzo di nuove e vecchie ali anteriori. Tra le due vetture di Maranello si è inserito Max Verstappen. Al settimo e ottavo posto, alle spalle dell'altro pilota della Red Bull Racing Pierre Gasly, si piazzano le due McLaren. L'altro francese Romain Grosjean ha potuto compiere solo pochi giri, a causa di una perdita d'acqua dalla power unit.
Nella seconda sessione il più veloce è Valtteri Bottas, che porta il limite sotto il minuto e trentuno secondi. Il finlandese precede di oltre quattro decimi il suo compagno di team, Hamilton. Il britannico è stato oggetto di un'indagine da parte dei commissari per avere tagliato una chicane, rientrando in pista davanti a Max Verstappen, in maniera giudicata non pericolosa dagli stessi commissari. Alle spalle delle vetture tedesche si sono confermate le due Ferrari: i piloti hanno abbandonato molte delle innovazioni che erano state proposte nella prima sessione. La scuderia italiana sembra più lenta nell'ultimo settore, dove conta maggiormente il carico aerodinamico. L'elevata temperatura dell'asfalto rende difficile per le gomme più morbide resistere per un intero giro veloce.
Al quinto posto si è classificato Lando Norris, della McLaren, davanti a Verstappen, e il compagno di team Carlos Sainz Jr..
Il finlandese Bottas si conferma come il più rapido, anche nella sessione del sabato. Il pilota della Mercedes precede di pochi millesimi il compagno di scuderia, Hamilton, facendo segnare un tempo di appena un decimo più alto del record del tracciato. Le due Ferrari hanno chiuso con il terzo e quarto tempo, riuscendo a limitare a circa 4 decimi il distacco dai tempi delle vetture tedesche. Quest'ultime risultano molto veloci nell'ultimo tratto, più guidato, pagando in termini di velocità sul rettilineo più lungo.
La Honda decide di rompere i sigilli posti sulla power unit della Toro Rosso di Daniil Kvjat. Ciò equivale a una sostituzione di nuovi elementi, che non incide però sulla posizione in griglia di partenza del pilota russo, già costretto a partire dal fondo schieramento. Questa manovra consente però al pilota, nel caso di una futura sostituzione del motore, di subire solo cinque posti di penalizzazione sulla griglia, anziché dieci. Per la FIA, infatti, ora Kvjat usa il quarto turbocompressore e la quarta MGU-H della stagione. Se la Honda dovesse portare, in futuro, in pista la reale quarta componente dei due elementi in questione, sconterebbe una penalità di cinque anziché dieci posizioni essendo per la Federazione il quinto elemento stagionale.
Alle spalle delle automobili di Maranello si sono posizionate le due Red Bull Racing, mentre si è confermato Lando Norris, che ha colto il settimo tempo. Sulla Williams di George Russell si è verificato un problema alla power unit Mercedes, nella sua prima evoluzione stagionale, come era già accaduto alla Racing Point nel gran premio precedente.

### Risultati
Nella prima sessione del venerdì si è avuta questa situazione:
| Pos | Nº | Pilota          | Costruttore | Tempo    | Gap    | Giri |
| --- | -- | --------------- | ----------- | -------- | ------ | ---- |
| 1   | 44 | Lewis Hamilton  | Mercedes    | 1'32"738 |        | 21   |
| 2   | 77 | Valtteri Bottas | Mercedes    | 1'32"807 | +0"069 | 20   |
| 3   | 16 | Charles Leclerc | Ferrari     | 1'33"111 | +0"373 | 21   |

Nella seconda sessione del venerdì si è avuta questa situazione:
| Pos | Nº | Pilota          | Costruttore | Tempo    | Gap    | Giri |
| --- | -- | --------------- | ----------- | -------- | ------ | ---- |
| 1   | 77 | Valtteri Bottas | Mercedes    | 1'30"937 |        | 34   |
| 2   | 44 | Lewis Hamilton  | Mercedes    | 1'31"361 | +0"424 | 25   |
| 3   | 16 | Charles Leclerc | Ferrari     | 1'31"586 | +0"649 | 31   |

Nella sessione del sabato si è avuta questa situazione:
| Pos | Nº | Pilota          | Costruttore | Tempo    | Gap    | Giri |
| --- | -- | --------------- | ----------- | -------- | ------ | ---- |
| 1   | 77 | Valtteri Bottas | Mercedes    | 1'30"159 |        | 18   |
| 2   | 44 | Lewis Hamilton  | Mercedes    | 1'30"200 | +0"041 | 15   |
| 3   | 16 | Charles Leclerc | Ferrari     | 1'30"605 | +0"446 | 15   |

## Qualifiche

### Resoconto
Le qualifiche si svolgono con cielo sereno e temperatura dell'asfalto di 56 °C. Dopo un tempo fatto segnare da Valtteri Bottas, lontano però da un livello significativo, è Charles Leclerc che si pone in vetta, con 1'30"647. Kimi Räikkönen è stato costretto a uscire dal tracciato alla Beausset, dopo essere stato ostacolato da Daniel Ricciardo. Il finnico ostacola poi, con il rientro in pista, Romain Grosjean. Entrambi gli incidenti sono studiati, dopo le qualifiche, dai commissari.
Il tempo del monegasco della Ferrari è battuto da Bottas, a cinque minuti dal termine della sessione. Tra i due si inserisce anche Hamilton, mentre Max Verstappen sopravanza Sebastian Vettel, per il quarto posto. Nei primi dieci si inseriscono le due Alfa Romeo, così come fanno, in seguito, le due Haas. Pierre Gasly migliora, cogliendo l'ottavo tempo, prima che Nicolas Hülkenberg scali fino al quarto posto.
La pista migliora nel finale di sessione: vengono eliminati Daniil Kvjat, Romain Grosjean, Lance Stroll e le due Williams.
Le due Mercedes sono le prime ad affrontare la pista in Q2. Lewis Hamilton ottiene il record della pista, in 1'29"250, mezzo secondo in meno del compagno di team Bottas. Tutti i piloti, delle prime posizioni, utilizzano gomme medie, a eccezione di Vettel e Carlos Sainz Jr.. Poco dopo Bottas porta il limite a 1'29"437. Verstappen si porta al terzo posto, e Sainz Jr. scala quarto.
Anche le Ferrari migliorano, con Leclerc terzo. Poco dopo la direzione di gara annulla il primo tempo ottenuto da Verstappen, per avere superato i limiti della pista. Le gomme medie si confermano competitive, con Ricciardo, Norris e Hülkenberg rispettivamente settimo, ottavo e nono. Gasly, più indietro, decide di passare anch'egli all'uso di questa mescola. L'altro pilota della scuderia Red Bull Racing, Verstappen, sceglie una strategia opposta, provando con le gomme morbide.
Lando Norris prende il quarto tempo, mentre Sainz Jr. è penalizzato da un errore di guida. Vengono eliminati Alexander Albon, Kimi Räikkönen, Nicolas Hülkenberg, Sergio Pérez e Kevin Magnussen.
In Q3 Hamilton piazza subito un nuovo record, 1'28"448. Il campione del mondo sopravanza Valtteri Bottas di 157 millesimi, mentre Leclerc è a mezzo secondo. Max Verstappen si ferma a quasi un secondo e mezzo dal tempo del britannico. Vettel effettua un errore nel primo tentativo, e rientra ai box. Bottas non migliora il suo tempo, come invece fa ancora Lewis Hamilton, in 1'28"319.
Le due McLaren migliorano i loro tempi, ma sono ancora battute da Verstappen. Sebastian Vettel chiude il suo unico tentativo con il settimo tempo. Lewis Hamilton conquista la sua ottantaseiesima pole position nel mondiale, mentre la Mercedes conquista la sessantatreesima doppietta in qualifica, nuovo record nel mondiale. La terza fila di Lando Norris e Carlos Sainz Jr. rappresenta la miglior partenza della scuderia di Woking dal Gran Premio del Brasile 2017, mentre Antonio Giovinazzi è il primo italiano a entrare in Q3 dopo Vitantonio Liuzzi al Gran Premio del Canada 2010.

### Risultati
Nella sessione di qualifica si è avuta questa situazione:
| Pos                         | Nº | Pilota             | Costruttore               | Q1       | Q2       | Q3       | Griglia |
| --------------------------- | -- | ------------------ | ------------------------- | -------- | -------- | -------- | ------- |
| 1                           | 44 | Lewis Hamilton     | Mercedes                  | 1'30"609 | 1'29"520 | 1'28"319 | 1       |
| 2                           | 77 | Valtteri Bottas    | Mercedes                  | 1'30"550 | 1'29"437 | 1'28"605 | 2       |
| 3                           | 16 | Charles Leclerc    | Ferrari                   | 1'30"647 | 1'29"699 | 1'28"965 | 3       |
| 4                           | 33 | Max Verstappen     | Red Bull Racing-Honda     | 1'31"327 | 1'30"099 | 1'29"409 | 4       |
| 5                           | 4  | Lando Norris       | McLaren-Renault           | 1'30"989 | 1'30"019 | 1'29"418 | 5       |
| 6                           | 55 | Carlos Sainz Jr.   | McLaren-Renault           | 1'31"073 | 1'30"319 | 1'29"522 | 6       |
| 7                           | 5  | Sebastian Vettel   | Ferrari                   | 1'31"075 | 1'29"506 | 1'29"799 | 7       |
| 8                           | 3  | Daniel Ricciardo   | Renault                   | 1'30"954 | 1'30"369 | 1'29"918 | 8       |
| 9                           | 10 | Pierre Gasly       | Red Bull Racing-Honda     | 1'31"152 | 1'30"421 | 1'30"184 | 9       |
| 10                          | 99 | Antonio Giovinazzi | Alfa Romeo Racing-Ferrari | 1'31"180 | 1'30"408 | 1'33"420 | 10      |
| 11                          | 23 | Alexander Albon    | Scuderia Toro Rosso-Honda | 1'31"445 | 1'30"461 | N.D.     | 11      |
| 12                          | 7  | Kimi Räikkönen     | Alfa Romeo Racing-Ferrari | 1'30"972 | 1'30"533 | N.D.     | 12      |
| 13                          | 27 | Nicolas Hülkenberg | Renault                   | 1'30"865 | 1'30"544 | N.D.     | 13      |
| 14                          | 11 | Sergio Pérez       | Racing Point-BWT Mercedes | 1'30"964 | 1'30"738 | N.D.     | 14      |
| 15                          | 20 | Kevin Magnussen    | Haas-Ferrari              | 1'31"166 | 1'31"440 | N.D.     | 15      |
| 16                          | 26 | Daniil Kvjat       | Scuderia Toro Rosso-Honda | 1'31"564 | N.D.     | N.D.     | 19      |
| 17                          | 8  | Romain Grosjean    | Haas-Ferrari              | 1'31"626 | N.D.     | N.D.     | 16      |
| 18                          | 18 | Lance Stroll       | Racing Point-BWT Mercedes | 1'31"726 | N.D.     | N.D.     | 17      |
| 19                          | 63 | George Russell     | Williams-Mercedes         | 1'32"789 | N.D.     | N.D.     | 20      |
| 20                          | 88 | Robert Kubica      | Williams-Mercedes         | 1'33"205 | N.D.     | N.D.     | 18      |
| Tempo limite 107%: 1'36"888 |    |                    |                           |          |          |          |         |

In grassetto sono indicate le migliori prestazioni in Q1, Q2 e Q3.

## Gara

### Resoconto
Alla partenza le due Mercedes di Lewis Hamilton e Valtteri Bottas allungano al comando su Charles Leclerc, che riesce comunque a difendere la posizione dall'attacco di Max Verstappen; seguono poi le due McLaren, che precedono Sebastian Vettel, Pierre Gasly, Antonio Giovinazzi e Daniel Ricciardo.
Al secondo giro Vettel passa Norris alla variante del rettilineo del Mistral. Giovinazzi, invece, è in crisi con le gomme soft, e cede due posizioni a Ricciardo e al compagno di scuderia Kimi Räikkönen. Il pilota italiano si ferma al giro 7, e monta gomme hard. Il duo della Mercedes controlla la gara agevolmente: Hamilton precede Bottas di 2"3, che ha a sua volta circa 4 secondi di margine su Leclerc. Sempre al settimo giro Vettel passa anche l'altra McLaren, quella di Carlos Sainz Jr., e si porta in quinta posizione.
Al sedicesimo giro si fermano, per cambiare gli pneumatici, Daniel Ricciardo e Kevin Magnussen. Attende un giro Gasly, partito con gomme soft: il francese della Red Bull Racing rientra in gara sempre davanti a Ricciardo, che però lo passa al giro successivo. Nello stesso giro si ferma anche Lando Norris, che monta gomme hard. Tra il giro 20 e il giro 25 si fermano i primi cinque della graduatoria, che montano tutti gomme di mescola dura. La classifica rimane invariata: Hamilton comanda su Bottas (con quasi 12 secondi di vantaggio), Leclerc, Verstappen, Vettel. Seguono poi Räikkönen e Hülkenberg, che non hanno ancora effettuato la loro sosta.
Kimi Räikkönen si ferma, per la sostituzione degli pneumatici al giro 31, passando dalle dure alle medie. Tre giri dopo si ferma anche Nicolas Hülkenberg, che opta, anch'egli, per le medie. Alle spalle di Vettel si trova ora Lance Stroll, che è ancora in gara con le gomme della partenza, davanti al duo della McLaren. Il canadese della Racing Point si ferma solo al giro 39.
Hamilton e Bottas, pur distanziati di tredici secondi, si contendono a più riprese il giro veloce, che garantisce un punto extra ai piloti. Nella parte finale della gara Alexander Albon colpisce uno dei birilli posti alla prima variante, per evitare i tagli della chicane. La direzione di gara stabilisce la virtual safety car, che dura per pochi secondi.
Al cinquantunesimo giro Sebastian Vettel si ferma ai box, per montare gomme soft, e tentare di conquistare il giro veloce. Nel frattempo Charles Leclerc si avvicina a Bottas, fino a ridurre a meno di un secondo il distacco. S'infiamma anche la lotta per il settimo posto, a causa di un problema al differenziale alla vettura di Norris.
Leclerc cerca l'attacco a Bottas all'ultima curva, senza successo, mentre Norris viene passato da Räikkönen, Sainz e Hülkenberg. Lo spagnolo della Mclaren passa poi Räikkönen, passando però oltre i limiti del tracciato, e venendo penalizzato a fine gara, tanto da finire fuori dalla zona dei punti.
Lewis Hamilton vince la sua settantanovesima gara valida per il mondiale di Formula 1, davanti a Bottas e Leclerc. L'inglese, che era partito in pole position e ha condotto la gara per la sua intera lunghezza, vede sfumare il Grand Chelem, a causa di Vettel che coglie, all'ultimo passaggio, il giro veloce.

### Risultati
I risultati del Gran Premio sono i seguenti:
| Pos | Nº | Pilota             | Costruttore               | Giri | Tempo/Ritiro | Griglia | Punti |
| --- | -- | ------------------ | ------------------------- | ---- | ------------ | ------- | ----- |
| 1   | 44 | Lewis Hamilton     | Mercedes                  | 53   | 1h24'31"198  | 1       | 25    |
| 2   | 77 | Valtteri Bottas    | Mercedes                  | 53   | +18"056      | 2       | 18    |
| 3   | 16 | Charles Leclerc    | Ferrari                   | 53   | +18"985      | 3       | 15    |
| 4   | 33 | Max Verstappen     | Red Bull Racing-Honda     | 53   | +34"905      | 4       | 12    |
| 5   | 5  | Sebastian Vettel   | Ferrari                   | 53   | +1'02"796    | 7       | 11    |
| 6   | 55 | Carlos Sainz Jr.   | McLaren-Renault           | 53   | +1'35"462    | 6       | 8     |
| 7   | 7  | Kimi Räikkönen     | Alfa Romeo Racing-Ferrari | 52   | +1 giro      | 12      | 6     |
| 8   | 27 | Nicolas Hülkenberg | Renault                   | 52   | +1 giro      | 13      | 4     |
| 9   | 4  | Lando Norris       | McLaren-Renault           | 52   | +1 giro      | 5       | 2     |
| 10  | 10 | Pierre Gasly       | Red Bull Racing-Honda     | 52   | +1 giro      | 9       | 1     |
| 11  | 3  | Daniel Ricciardo   | Renault                   | 52   | +1 giro      | 8       |       |
| 12  | 11 | Sergio Pérez       | Racing Point-BWT Mercedes | 52   | +1 giro      | 14      |       |
| 13  | 18 | Lance Stroll       | Racing Point-BWT Mercedes | 52   | +1 giro      | 17      |       |
| 14  | 26 | Daniil Kvjat       | Scuderia Toro Rosso-Honda | 52   | +1 giro      | 19      |       |
| 15  | 23 | Alexander Albon    | Scuderia Toro Rosso-Honda | 52   | +1 giro      | 11      |       |
| 16  | 99 | Antonio Giovinazzi | Alfa Romeo Racing-Ferrari | 52   | +1 giro      | 10      |       |
| 17  | 20 | Kevin Magnussen    | Haas-Ferrari              | 52   | +1 giro      | 15      |       |
| 18  | 88 | Robert Kubica      | Williams-Mercedes         | 51   | +2 giri      | 18      |       |
| 19  | 63 | George Russell     | Williams-Mercedes         | 51   | +2 giri      | 20      |       |
| Rit | 8  | Romain Grosjean    | Haas-Ferrari              | 44   | Ritirato     | 16      |       |

Sebastian Vettel riceve un punto addizionale per avere segnato il giro più veloce della gara.

## Classifiche mondiali

### Piloti
| Pos | Pilota             | Punti |
| --- | ------------------ | ----- |
| 1   | Lewis Hamilton     | 187   |
| 2   | Valtteri Bottas    | 151   |
| 3   | Sebastian Vettel   | 111   |
| 4   | Max Verstappen     | 100   |
| 5   | Charles Leclerc    | 87    |
| 6   | Pierre Gasly       | 37    |
| 7   | Carlos Sainz Jr.   | 26    |
| 8   | Kimi Räikkönen     | 19    |
| 9   | Daniel Ricciardo   | 16    |
| 10  | Nicolas Hülkenberg | 16    |
| 11  | Kevin Magnussen    | 14    |
| 12  | Lando Norris       | 14    |
| 13  | Sergio Pérez       | 13    |
| 14  | Daniil Kvjat       | 10    |
| 15  | Alexander Albon    | 7     |
| 16  | Lance Stroll       | 6     |
| 17  | Romain Grosjean    | 2     |

### Costruttori
| Pos | Costruttore               | Punti |
| --- | ------------------------- | ----- |
| 1   | Mercedes                  | 338   |
| 2   | Ferrari                   | 198   |
| 3   | Red Bull Racing-Honda     | 137   |
| 4   | McLaren-Renault           | 40    |
| 5   | Renault                   | 32    |
| 6   | Racing Point-BWT Mercedes | 19    |
| 7   | Alfa Romeo Racing-Ferrari | 19    |
| 8   | Scuderia Toro Rosso-Honda | 17    |
| 9   | Haas-Ferrari              | 16    |

## Decisioni della FIA
Al termine della gara la direzione di gara decide di penalizzare Daniel Ricciardo di dieci secondi sul tempo totale di gara: cinque secondi per essere uscito fuori pista e tratto del vantaggio; altri cinque secondi per essere rientrato sul tracciato in condizioni non di sicurezza. Giunto settimo all'arrivo scala in undicesima posizione. Al pilota australiano vengono anche decurtati tre punti sulla Superlicenza.
Sergio Pérez, oltre alla penalità di cinque secondi comminatagli in gara, subisce la decurtazione di un punto sulla Superlicenza per essere uscito di pista e tratto vantaggio.